# Whassup?
Whassup? foi uma campanha publicitaria da cerveja Budweiser sendo executado em todo o mundo e tornou-se um slogan na cultura popular. A frase em si significa "What's up?", ou em português: "O que está acontecendo?". Sendo escrito e dirigido por por Charles Stone, o comercial se centraliza em quatro amigos homens, falando ao telefone, cumprimentando um ao outro com a frase "Whassup?" de uma maneira cômica.
O filme Scary Movie parodiou o anúncio ao longo do filme, o que se tornou bem popular. The Simpsons nos episódios 'The Bart Wants What It Wants' e 'See Homer Run' ambos apresentam o personagem Milhouse usando a expressão em uma tentativa de ser legal. A banda Falling in Reverse parodiou o comercial em seu videoclipe da música "Good Girls, Bad Guys".

## Creditos
- Agência: DDB Chicago
- Diretor de Criação: Bob Scarpelli
- Escritor: Charles Stone III
- Diretor: Charles Stone III
- Diretor de Arte: Chuck Taylor
- Companhia de Produção: C & C Tempestade Films